# 메시지 (애플)
메시지(영어: Messages, 구 명칭: iOS에서는 텍스트, macOS에서는 아이챗)는 애플이 자사의 macOS, iOS, iPadOS, watchOS, visionOS 운영체제용으로 개발한 텍스트 메시징 응용 소프트웨어이다.
모든 메시지 버전은 애플의 iMessage 서비스를 지원하며, 아이폰 및 셀 지원 아이패드 모델에서 사용되는 iOS용 모바일 버전의 메시지는 SMS, MMS, 그리고 iOS 18에서는 RCS도 지원한다. 사용자는 메시지 버블이 녹색(SMS/MMS/RCS) 또는 파란색(iMessage)으로 표시되는 것으로 SMS를 통해 전송된 메시지와 iMessage를 통해 전송된 메시지를 구별할 수 있다.
2007년에 처음 출시된 모바일 버전은 아이폰 OS 3 이전에는 텍스트로 알려졌으며, OS X 마운틴 라이언이 2012년에 출시되면서 아이챗을 대체하여 기본 OS X 인스턴트 메신저 클라이언트로 메시지 데스크톱 애플리케이션이 자리 잡았고, iMessage 및 페이스타임 통합에 대한 추가 지원을 제공했다.

## 지원 메시징 서비스 및 프로토콜
메시지는 iMessage, SMS, MMS 프로토콜을 지원하며, iOS 18부터는 RCS도 지원한다. SMS, MMS 또는 RCS를 통해 전송된 메시지는 녹색 버블로 표시되는 반면, iMessage를 통해 전송된 메시지는 파란색 버블로 표시된다.

## iOS 및 iPadOS 버전
텍스트 앱은 아이폰 OS 1에 내장 앱으로 처음 등장했다.
아이폰 OS 1.1.3에서는 여러 번호로 메시지를 보낼 수 있는 기능이 추가되었다.
아이폰 OS 2.1은 메시지 알림을 최대 두 번 반복할 수 있는 기능을 추가했다.
2009년 6월 17일 아이폰 OS 3.0과 함께, 텍스트 애플리케이션은 기존에 사용 가능했던 SMS 프로토콜 외에 MMS 프로토콜 지원이 추가되면서 메시지로 이름이 변경되었다. 원래 아이폰은 하드웨어 제한으로 인해 MMS를 지원하지 않았다. 메시지는 vCard 표준을 사용하여 연락처를 공유하는 기능도 추가했다. 다른 변경 사항으로는 복사 및 붙여넣기 지원, 한 번에 여러 메시지를 전달하거나 삭제하는 기능이 포함되었다.
메시지는 iOS 4에서 소소한 개선이 이루어졌다. 새로운 기능 중에는 메일의 검색 기능과 유사하게 텍스트 메시지 내에서 검색할 수 있는 기능이 있었다. 또한 표준 SMS 문자 제한을 초과했을 때 사용자에게 알리기 위해 문자 수를 표시하는 기능도 추가되었다. iOS 4.0에는 메시지 전송 실패를 경고하기 위해 앱 아이콘에 빨간색 느낌표가 표시되는 기능도 포함되었다. 개발자들에게는 앱에 메시지 기능을 내장할 수 있는 새로운 API가 제공되었다.
iOS 5에서는 2011년 10월 12일에 iMessage 지원이 추가되었다. 아이폰은 SMS, MMS, iMessage를 지원했지만, 아이패드와 아이팟 터치는 iMessage만 지원했다. iMessage를 통해 사용자들은 통신사 요금을 사용하지 않고 와이파이나 3G를 통해 다른 iOS 5 장치로 텍스트, 사진 메시지, 연락처를 보낼 수 있었다. 또한, 사용자는 한 장치에서 대화를 시작하여 다른 장치에서 계속할 수 있었다. 메시지는 또한 타이핑 표시, 배달 및 읽음 확인 기능을 도입했다. 알림 센터가 도입되면서 새로운 SMS 및 MMS 알림은 iMessage 알림 외에도 잠금 화면이나 알림 센터를 아래로 당겨서 볼 수 있게 되었다.
iOS 6는 여러 장치 간의 동기화를 개선했다. 아이팟 터치 및 아이패드 사용자는 이제 아이폰 전화번호를 사용하여 iMessage를 보내거나 받을 수 있었다. 이전에는 아이폰 사용자가 아이패드나 아이팟 터치에서 전화번호로 전송된 iMessage를 받을 수 없었다. 이제 사용자는 추가 이메일을 추가하여 모든 장치에서 메시지를 받고 보낼 수 있었다. iOS 6는 또한 사파리 및 사진과 같은 앱에 공유 버튼을 추가하여 사용자가 앱을 나가지 않고도 SMS/MMS 또는 iMessage를 사용하여 링크와 사진을 공유할 수 있도록 했다.
메시지는 iOS 7에서 재설계된 사용자 인터페이스를 받았다. 오른쪽에서 왼쪽으로 스와이프하여 메시지 게시 날짜를 볼 수 있는 기능도 추가되었다.
iOS 7.1에서는 로고가 약간 수정되었다.
iOS 8에서 사용자들은 새로운 녹음 아이콘을 누르고 있으면 오디오 및 비디오 메시지를 보낼 수 있다. 그룹 대화에서는 스레드에서 다른 사람을 제거/추가하고, 스레드 이름을 지정하고, 스레드에서 자신의 위치를 공유하고, 모든 첨부 파일을 보고, 방해금지 모드를 켜서 특정 스레드의 알림을 받지 않을 수 있다. 새로운 연속성 기능의 일부로, 사용자들은 이제 아이폰을 릴레이로 사용하여 Mac과 아이패드에서 SMS 및 MMS 메시지를 보내고 받을 수 있다.
iOS 9에서 앱은 오디오 클립을 보낼 때 재설계된 오버레이를 받았으며, 아이폰 6 또는 이후 버전에서는 목록 보기에서 연락처 사진을 볼 수 있고, 사용자는 텍스트를 검색하고 해당 텍스트를 강조 표시(및 스크롤)할 수 있다.
iOS 10에서 앱은 자체 앱 스토어를 얻었으며, 이를 통해 사용자들은 앱 내에서 스티커를 보내거나 게임을 플레이할 수 있는 서드파티 앱을 다운로드할 수 있다. 또한 "크게" 또는 "부드럽게" 효과를 가진 채팅 버블과 같은 새로운 시각 효과도 받았다.
iOS 11에서 아이폰 X의 앱은 Face ID를 사용하여 얼굴 추적 이모지인 "애니모지" (애니메이션 이모지)를 도입했다. iMessage용 새 앱 서랍도 추가되었으며, 앱과 스티커 사용 경험을 단순화하고, 최적화된 저장 시스템은 메시지 백업 크기를 줄였다. 로고도 업데이트되었다.
2017년 9월 iOS 11 출시 시점에는 이 기능이 없었고, 초기 베타 버전에서 제거되었으며, 애플은 이 기능을 "올가을 iOS 11 업데이트와 함께 출시될 것"이라고 발표했다. 이 기능은 iOS 11.2 업데이트가 출시된 지 며칠 후, 처음에는 미국에서만 사용 가능했다.
메시지 앱에는 기업이 앱을 통해 고객과 직접 소통할 수 있는 "비즈니스 채팅" 기능이 통합되었다. 이는 기업 검색 결과 옆에 있는 메시지 아이콘을 통해 접근할 수 있다. 그러나 이 기능은 iOS 11의 초기 출시에는 포함되지 않았다(대신 iOS 11.3과 함께 출시되었다).
이 애플리케이션은 아이클라우드를 통해 iOS와 macOS 간에 메시지를 동기화하는 기능을 얻었으며, 여러 장치에서 메시지 삭제를 반영한다. 이 기능은 다섯 번째 베타 릴리스에서 일시적으로 제거되었다가 2018년 5월 29일 iOS 11.4가 출시될 때 다시 돌아왔다. 2017년 6월 iOS 11 발표 당시 애플은 사용자에게 메시지를 통해 Apple Pay로 개인 간 결제를 보낼 수 있는 기능을 선보였다.
iOS 12에서는 "미모지"라는 새로운 유형의 사용자 지정 애니모지가 도입되었는데, 이를 통해 사용자는 자신을 3D 캐릭터로 만들 수 있다. 또한 새로운 코알라, 호랑이, 유령, 티라노사우루스 애니모지가 추가되었으며, 다른 소셜 미디어 애플리케이션에서 볼 수 있는 것과 유사한 새로운 텍스트 및 GIF 효과가 추가되었고, 앱의 성능이 향상되었다.
iOS 13에서는 사용자 프로필을 만들 수 있으며 미모지를 iMessage 프로필 사진으로 사용할 수 있다. A9 프로세서 이상을 탑재한 모든 iOS 기기에서 맞춤형 미모지를 만들 수 있다.
iOS 13.2에서는 Siri가 메시지를 알려주는 기능이 추가되었다.
iOS 14에서는 사용자들은 이제 다른 메시지 스레드 위에 최대 9개의 개별 대화를 고정할 수 있다. iMessage를 사용하는 그룹 채팅에는 맞춤 이미지, 미모지 또는 이모지를 지정할 수 있다. 사용자들은 이제 다른 사용자를 언급하고, 명시적으로 언급될 때만 알림을 받도록 알림 설정을 변경할 수 있다. 메시지는 인라인 답장으로 답장할 수 있어 동시에 대화 스레드를 진행하고 일반 대화 또는 별도의 스레드로 답장을 볼 수 있다. SMS 필터: 알 수 없는 발신자로부터의 원치 않는 SMS를 필터링하는 타사 앱은 메시지 앱에서 이러한 메시지를 분류하는 데 사용하는 사용자 지정 카테고리(예: 거래, 프로모션, 스팸)를 직접 표시할 수 있다.
iOS 15에서는 "나와 공유됨"이라는 새로운 기능이 추가되어, 메시지를 통해 공유된 링크 및 기타 콘텐츠를 해당 기본 앱의 전용 섹션에 정리하여 나중에 볼 수 있도록 했다.
iOS 15.2에서는 미성년자 사용자에게 전송된 노골적인 콘텐츠가 포함된 사진의 iMessage에 자동 블러링 기능이 추가되었다. 이 기능은 기기에서 사진을 스캔하는 데 의존하며, 선택적으로 노골적인 자료가 수신될 경우 미성년자 사용자의 부모에게 알림을 보내도록 설정할 수 있다. 이 기능은 원래 미국에서만 출시되었으며, 이후 영국, 캐나다, 호주, 뉴질랜드로 확대되었다. 이 기능은 전 세계 나머지 지역에서는 여전히 지역적으로 제한된다.
iOS 16에서는 몇 가지 새로운 기능이 추가되었다. 보낸 메시지는 15분 이내에 편집할 수 있으며, 2분 이내에 삭제할 수 있다. 이제 메시지 앱에서 SharePlay를 사용하여 친구들과 페이스타임 통화를 하지 않고도 영화를 보거나 음악을 들을 수 있다. 삭제된 메시지를 최대 30일 동안 복구할 수 있는 기능이 추가되었다. 프로젝트에 다른 사람을 초대하여 공동 작업할 수 있는 기능이 추가되어, 공유 문서를 편집할 때마다 메시지 앱 스레드에서 업데이트를 받을 수 있다. 이 기능은 파일, 키노트, 넘버스, 페이지, 메모, 미리 알림, 사파리, 그리고 이 협업 기능을 활용하도록 설계된 타사 앱과 연동된다. 이전에 보내거나 받은 오디오 메시지에서는 소리 파형 그래프를 손가락으로 스와이프하여 정확한 지점으로 이동할 수 있다. SMS/MMS 스팸을 통신사에 신고하는 기능도 추가되었다.
iOS 17에서는 새로운 "체크인" 기능이 추가되어 사용자가 위치를 선택하면, 사용자가 목적지에 안전하게 도착하면 해당 연락처에 알림이 전송된다. 만약 사용자가 목적지로 이동을 멈추고 프롬프트에 응답하지 않으면, 사용자의 위치, 경로, 배터리 잔량이 자동으로 해당 연락처와 공유된다. 그렇지 않으면 연락처는 사용자의 위치에 접근할 수 없으며, 이 정보는 종단 간 암호화된다.
2024년 2월 21일, 애플은 양자 후 암호 (PQC) 프로토콜인 "PQ3"이라는 새로운 프로토콜로 iMessage 프로토콜을 업그레이드할 것이라고 발표했다. 애플은 아직 양자 컴퓨터가 존재하지 않지만, 미래의 양자 컴퓨터와 소위 "지금 수확하고 나중에 해독" 공격 시나리오로 인한 위험을 완화하고 싶다고 밝혔다. 애플은 PQ3 구현이 "다른 모든 광범위하게 배포된 메시징 앱의 프로토콜 보호를 능가하는" 보호를 제공한다고 주장했다. 또한, 애플에 따르면 메시징 보안 수준에 대한 표준이 없어 쉬운 비교가 불가능했기 때문에, 애플은 0에서 3까지의 4단계로 구성된 자체 정의를 만들기로 결정했다. 이 척도에서 애플은 PQ3 프로토콜이 "레벨 3 보안"이라고 부르는 수준에 도달했다고 간주한다. 다른 PQC 프로토콜과 비교했을 때 PQ3의 주요 차별점은 PQ3가 지속적인 키를 활용한다는 것이다. 애플은  iOS 17.4,  iPadOS 17.4,  macOS 14.4,  watchOS 10.4의 공개 출시와 함께 PQ3를 출시하며, "PQ3를 지원하는 장치 간의 iMessage 대화는 자동으로 양자 후 암호화 프로토콜로 전환된다"고 명시하고, PQ3가 "[2024년에] 지원되는 모든 대화에서 기존 프로토콜을 완전히 대체할 것"이라고 덧붙였다.
iOS 18에서는 RCS 지원이 추가되었다. RCS로 보낸 메시지는 녹색으로 표시되며, 작성 상자에 RCS로 메시지가 전송 중임을 나타내는 레이블이 표시된다. 로고도 업데이트되었다. 사용자들은 인공지능으로 젠모지라고 불리는 이모지를 만들 수도 있다.

## watchOS 버전
애플 워치는 페어링된 아이폰을 통해 SMS 및 MMS 메시지를 보내고 받을 수 있으며, iMessage는 페어링된 아이폰 없이 와이파이를 통해 보내고 받을 수 있다. 애플 워치에는 키보드가 없으므로 사용자들은 미리 설정된 답장이나 Siri가 받아쓴 텍스트를 사용하여 메시지에 응답할 수 있다. 애플 워치는 이모지, 오디오 녹음, 손으로 그린 "스크리블"도 보낼 수 있다.

## visionOS 버전
2024년 2월 2일 애플 비전 프로에 출시된 비전 프로에는 메시지 앱이 사전 설치되어 있어, visionOS 사용자는 iOS 또는 macOS에서와 마찬가지로 iMessage 프로토콜로 메시지, 이모지, 스티커, 미디어를 보내고 받을 수 있다. 사용자는 음성, 가상 키보드 또는 블루투스 연결 키보드로 메시지를 작성할 수 있다.

## macOS 버전
메시지는 2012년 2월 16일 맥 OS X 라이언 (Mac OS X 10.7 "Lion")을 실행하는 Mac용 베타 애플리케이션으로 OS X에 발표되었다. 메시지의 안정 버전은 2012년 7월 25일 OS X 마운틴 라이언과 함께 출시되어 아이챗을 대체했다. 애플의 새로운 iMessage 프로토콜을 지원하는 것 외에도 메시지는 AIM, 야후! 메신저, 구글 토크, 재버에 대한 지원을 유지했다.
메시지는 새로 추가된 알림 센터를 사용하여 사용자에게 수신 메시지를 알린다. 사파리, 파인더, 미리보기와 같은 애플리케이션에 새로운 공유 버튼이 도입되어 사용자는 웹페이지 링크, 사진, 파일을 공유할 수 있게 되었다. 메시지는 또한 파일과 사진을 공유하기 위해 드래그 앤 드롭을 지원한다. 또한 애플의 페이스타임과 지원하는 타사 IM 서비스를 통해 영상 통화를 지원한다.
OS X 마운틴 라이언 10.8.2 출시와 함께 메시지는 아이폰 전화번호를 사용하여 iMessage를 보내고 받을 수 있는 기능을 얻었다.
OS X 매버릭스는 알림 센터에서 메시지에 응답하는 기능을 추가했다.
OS X 매버릭스 10.9.2는 iMessage에서 사용자를 차단하는 옵션을 추가했다.
메시지는 OS X 요세미티에서 플랫 디자인 미학을 따라 대대적인 재설계를 받았다. 새로운 연속성 기능의 일부로, 사용자는 iOS 8 이상을 실행하는 페어링된 아이폰을 통해 SMS 및 MMS 메시지를 보내고 받을 수 있다.
OS X 엘 카피탠은 트랙패드와 같은 멀티터치 장치에서 손가락으로 스와이프하여 이메일이나 대화를 삭제하거나 표시할 수 있는 멀티터치 제스처를 앱에 추가했다. OS X는 또한 메일의 개별 이메일 내용을 분석하고 수집된 정보를 캘린더와 같은 다른 애플리케이션에서 사용한다. 예를 들어, 메일의 초대는 자동으로 캘린더 이벤트로 추가될 수 있다.
메시지 앱은 MacOS 시에라에서 몇 가지 새로운 기능을 얻었다. 메시지에 이모지가 세 배 커지고 메시지 버블에 하트나 엄지손가락을 클릭하여 응답하는 것과 같은 미적 효과가 도입되었다. 유튜브 동영상을 재생하고 대화에서 링크를 미리 볼 수 있는 기능이 도입되었다. 사용자는 iOS 10에서 iMessage에 추가된 대화형 콘텐츠를 볼 수 있다. 앱은 또한 대화별로 읽음 확인 기능을 켜거나 끌 수 있도록 한다.
MacOS 하이 시에라는 AIM 프로토콜 지원을 중단했다.
macOS 하이 시에라 10.13.5 출시로 iCloud 메시지 지원이 도입되었다. 이 기능은 동일한 아이클라우드 계정을 사용하는 모든 장치에서 메시지를 동기화할 수 있도록 한다. 메시지가 삭제되면 각 장치에서도 삭제되며, 클라우드에 저장된 메시지는 더 이상 장치의 로컬 저장 공간을 차지하지 않는다. 이 기능을 사용하려면 사용자가 2단계 인증을 Apple ID에 사용해야 한다.
MacOS 모하비에서는 Jabber 프로토콜 지원이 제거되었다.
MacOS 카탈리나에서는 마이크 기능 아이콘이 재설계되었다.
MacOS 빅서는 카탈리스트를 사용하여 iOS 버전을 포팅하는 방식으로 원래 코드베이스를 버렸다. 또한 이전 iOS 버전의 기능 중 Mac에 추가되지 않았던 기능과 몇 가지 새로운 기능도 가져왔다. 대화 고정, 개인 멘션 기능, 메시지 검색, 그리고 미모지와 같은 메시지 전송을 위한 더 많은 도구들이 포함되었다.
MacOS 몬터레이는 iOS 15에도 도입된 몇 가지 새로운 기능을 도입했는데, 예를 들어 "나와 공유됨" 기능은 사파리, 사진, 음악, 뉴스와 같은 다른 애플 앱에서 메시지를 통해 공유된 콘텐츠에 대한 바로가기 링크를 제공한다. 여러 장의 사진이 보내지거나 수신될 때, 이제는 여러 메시지 대신 컬렉션으로 표시된다. 모든 사진을 동시에 다운로드할 수 있는 다운로드 버튼이 제공된다.
사용자들은 MacOS 벤투라에서 메시지를 되돌리거나 편집할 수 있는 기능을 얻었는데, 이는 iOS 16에서 이월된 기능이다.
macOS 소노마에서 앱은 몇 가지 변경 사항을 받았다. 더 정밀한 검색 필터: 예를 들어, 연락처 이름은 특정 대화 내에서 용어를 검색하기 위해 검색어와 결합될 수 있다. 새로운 기능인 캐치업(Catch-up)은 사용자가 대화에서 읽지 않은 첫 번째 메시지로 빠르게 이동할 수 있도록 한다. 탭백은 상황별 메뉴 대신 여러 아이콘으로 재설계되었으며, iMessage 스티커는 새로운 선택 인터페이스를 받았다.

## 평가

### 칭찬
iOS 5의 주요 기능 중 하나로 메시지는 광범위하게 검토되었으며 상당히 긍정적인 평가를 받았다.
엔가젯의 단테 세사는 자신의 리뷰에서 애플의 메시지 실행의 "탁월함"을 칭찬했다. 그는 메시지가 이전 SMS UI를 변경하지 않고 수신자가 등록된 경우 자동으로 SMS/MMS를 iMessage로 변환하고, 사용자가 서비스를 중단하면 iMessage를 SMS/MMS로 변환하는 방식을 칭찬했다. 맥월드의 댄 모렌 또한 애플의 실행을 칭찬하며 "...기술에 덜 익숙한 친구들에게 SMS 대신 무료 메시지를 보내는 방법을 설명할 필요가 없다. 모든 것이 자동으로 이루어진다"고 말했다. 이 기능은 널리 칭찬받았다.
AnandTech는 메시지, 특히 iMessage의 애플의 기술적 성과를 칭찬했다. 그들은 SMS의 문자 제한(140 또는 160)을 없애는 것이 메시지가 두 개 이상의 메시지로 분할되어 보내지고 받는 것을 막는 데 도움이 되었다고 언급했다. 그들의 테스트에서 그들은 애플이 데이터 비용이 발생할 가능성에도 불구하고 WiFi 네트워크 대신 셀룰러 네트워크를 사용하여 문자 메시지를 보내는 것을 실제로 우선시한다는 것을 발견했다. 그들은 텍스트 기반 iMessage의 데이터 사용량이 무시할 수 있을 정도로 작으며, 특히 셀룰러 네트워크가 WiFi(보호 여부와 상관없이)보다 더 안전하다는 점을 고려하면 더욱 그렇다고 주장했다. 사진 또는 비디오 메시지의 경우, 애플은 텍스트에 비해 훨씬 높은 데이터 소비량을 감안하여 WiFi를 우선시했다.

### 비판
메시지에 대한 대부분의 비판은 iMessage와 관련이 있다. iOS 6 및 OS X 마운틴 라이언(10.8.2)이 출시되기 전에는 아이패드, 아이팟 터치, Mac에서 아이폰 전화번호로 전송된 iMessage를 받을 수 없다는 점이 비판받았다. 이 기능은 아이폰, 아이패드, 아이팟 터치용 iOS 6와 Mac용 OS X 10.8.2에서 해결되었다.
메시지는 애플의 아이클라우드 서비스가 여러 차례 중단되면서 비난을 받기도 했다. 메시지는 iMessage를 보내고 받는 데 iCloud에 의존한다.
애플은 메시지 내에서 RCS 문자 표준을 채택하는 것을 거부한 것으로 유명하다. 2022년 한 행사에서 한 아이폰 사용자가 팀 쿡에게 메시지 앱과 아이폰 내에서 RCS를 채택할 계획이 있는지 물었다. 쿡은 대부분의 아이폰 사용자들이 아이폰에 RCS가 도입되는 것에 관심을 표명하지 않고 있다고 설명했다. 그러자 그 사람은 자신의 어머니가 안드로이드 폰을 사용하고 자신은 아이폰을 사용한다고 설명하며 질문을 이어갔고, 이에 쿡은 "어머니에게 아이폰을 사주세요"라고 농담 반 진담 반으로 대답하여 엄청난 논란을 불러일으켰다. 이 대화와 인용문은 나중에 미국 법무부가 애플을 상대로 제기한 반독점 소송에서 언급되었다. 구글은 애플에 iOS 내에서 RCS를 구현하도록 압력을 가하는 "메시지 받기"라는 광고 캠페인을 진행했다. 이 캠페인은 소셜 네트워킹 사용자들에게 "#GetTheMessage" 해시태그를 RCS에 대한 정보가 담긴 Get The Message 홈페이지 링크와 함께 공유하도록 독려했다. 삼성과 같은 여러 안드로이드 OEM도 이 캠페인에 참여하여 자체 광고를 만들었다. RCS는 나중에 iOS 18의 메시지에 도입되었다.

## 접근성
애플의 보이스오버 화면 읽기 프로그램(iOS 및 macOS 모두)을 사용하면 시각 장애인 사용자는 메시지를 탭하여 소리 내어 읽게 할 수 있다. 또한 보이스오버를 사용하여 메시지 UI를 탐색할 수 있다. 메시지와 함께 Siri를 활용하면 몇 가지 명령만으로 메시지를 받아쓰고 보낼 수 있다. Siri는 새로 수신된 메시지를 소리 내어 읽을 수도 있다. iOS 메시지의 기본 글꼴 크기는 설정 애플리케이션의 접근성 탭에서 편집할 수 있다.